# 2018년 AI 월드컵
2018년 AI 월드컵(2018 World Cup AI(Artificial Intelligence))은 2018년 8월 20일~22일간 카이스트에서 열린 인공지능 대회이다.

## 개요
KAIST는 앞서 지난해 스포츠 종목 가운데 AI 경기로는 세계에서 처음으로 월드컵을 개최했다. 국내팀만 참가한 당시 대회에서 전북대학교팀이 우승했다.
이번 대회에는 우리나라를 포함해 미국과 브라질, 이란, 중국, 대만, 프랑스, 인도 등 세계 12개국에서 총24개 축구팀이 참가했다. KAIST와 서울대학교는 물론, 구글, 미국 MIT, 노스웨스턴 대학 등도 참가해 주목받았다.
이 가운데 우리나라 등 8개국 16개팀이 본선에 진출했고, 결선에서 4개팀이 토너먼트 방식으로 자웅을 겨뤘다. 경기 결과 MIT와 구글 등의 팀들은 8강 이전에 탈락하며 고배를 마셨다.

## 참가국/참가팀 수
※참가국: 12개국, 참가팀: 24팀
- 대한민국- [[]]
- 프랑스- [[]]
- 대만- [[]]
- 미국- [[]]

## 같이 보기
- AI 월드컵
- 2017년 AI 올림픽
- 인공지능 '컬리'
- 인공지능 '돌바람'